# Ivády Sándor
Ivády Sándor (Budapest, 1903. május 1. – Bécs, 1998. december 22.) olimpiai bajnok vízilabdázó, Ivády Béla politikus, miniszter fia.

## Családja
Az erdélyi örmény nemesi Csiki / Csiky  és  Capdebo / Kápdebó családok leszármazottja. 
  
Édesapja Ivády Béla, politikus, miniszter.
Ivádon, a család sírhelyében helyezték örök nyugalomra.

## Élete
1921-től 1934-ig a Magyar AC vízilabdázója volt. 1924-től pályafutása végéig hatvanhétszer szerepelt a magyar válogatottban. Tagja volt az 1928. évi nyári olimpiai játékokon ezüstérmet, majd az 1932. évi nyári olimpiai játékokon aranyérmet szerzett magyar csapatnak. Játékospályafutását vállsérülése törte ketté. Közben a budapesti egyetemen államtudományi doktori oklevelet szerzett és a Magyar Általános Hitelbank, a Postatakarékpénztár és az Országos Munkáspénztár tisztviselője, majd 1933-tól 1945-ig a Földművelésügyi Minisztérium alkalmazottja volt.
1937-től 1939-ig szövetségi kapitányként irányította a magyar vízilabda-válogatottat. Vezetése alatt a magyar csapat kétszer nyert Európa-kupát.
A második világháború után Kistarcsára, majd Recskre internálták. 1956-ban külföldre távozott, Bécsben élt és nyugalomba vonulásáig edzőként tevékenykedett.

## Sporteredményei
- olimpiai bajnok (1932)
- olimpiai 2. helyezett (1928)
- kétszeres Európa-bajnok (1931, 1934)
- Európa-kupa-győztes (1929, 1930)
- magyar bajnok (1929)

## Díjai, elismerései
- A MAC örökös bajnoka (1935)
- A Magyar Köztársasági Érdemrend tisztikeresztje (1998)

## Emlékezete
- Ivády Sándor tér Ivádon (2003)